# Кремінський Борис Григорович
Бори́с Григоро́вич Кремі́нський (нар. 5 червня 1964 року, Москва, РРФСР) — педагог, доктор педагогічних наук (2013).

## Біографічні дані
Народився 5 червня 1964 року в Москві.
У 1986 році закінчив Київський університет. Відтоді працював у НВО «Квант». З 1988 по 1989 — у технікумі електронних приладів. 
З 1989 по 2003 — у ЗОШ № 243; водночас з 1996– по 2006 — в Інституті системних досліджень і Науково-методичному центрі середньої освіти МОН. 
З 2006 по 2007 та з 2010 року — старший науковий співробітник відділу роботи з обдарованою молоддю ІІТЗО.

## Наукова робота
Напрями наукових досліджень: методика навчання фізики; концептуальні засади та підходи до оцінювання якості знань з фізики; аспекти роботи з інтелектуально обдарованою молоддю. У 2003, 2006 та 2007 був редактором збірників «Всеукраїнські олімпіади з фізики. Задачі та розв'язки».

### Основні праці
За ЕСУ:
- Задачі міжнародних фізичних олімпіад 1987—1999 р. — Т., 2000 (співавтор);
- Теорія і практика роботи з інтелектуально обдарованою учнівською і студентською молоддю з фізики. — К., 2011;
- Твій репетитор. Фізика: навч. посіб. — К., 2013 (співавтор)[1].

## Нагороди
- Орден «За заслуги» 3-го ступеня (2021)[1].